# Stenoscaptia phlogozona
Stenoscaptia phlogozona là một loài bướm đêm thuộc phân họ Arctiinae, họ Erebidae.